# Kapiteel

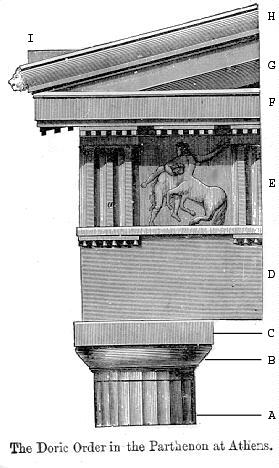
Onderdelen van het Hoofdgestel: A: Zuil, B: Echinus, C: Abacus of Impost, D: Architraaf, E: Fries, F: Geison, G: Timpaan of Fronton, H: Cimaas, I: Akroterion

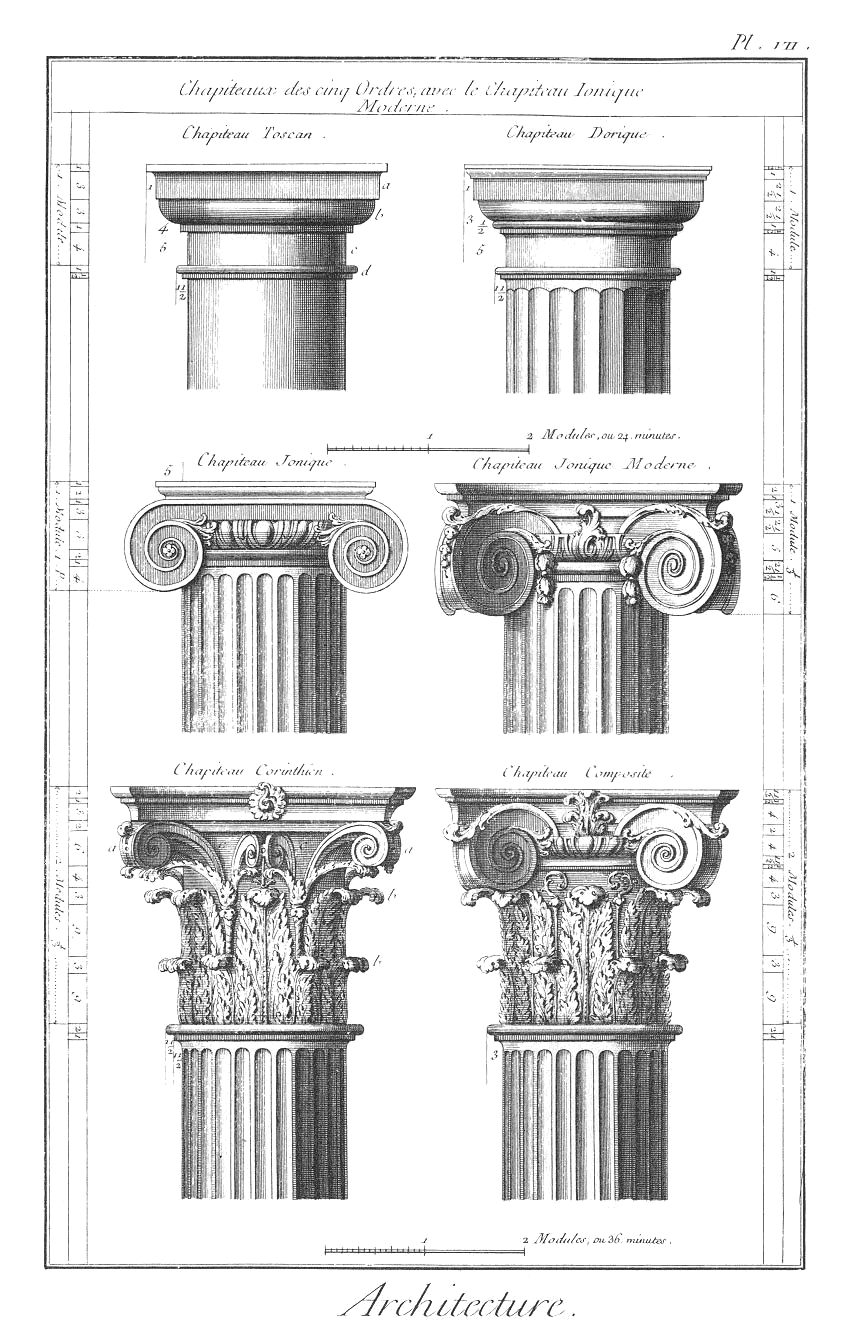
Klassieke voorbeelden van kapitelen: a. Toscaans; b. Romeins-Dorisch; c. Ionisch; d. Modern Ionisch; e. Korinthisch; f. Composiet

Een kapiteel of kopstuk is de bekroning, kopstuk of bovenbeëindiging van een zuil, pijler of pilaster, in de regel om de last of kracht op een smaller draagvlak over te brengen, veelal voorzien van beeldhouwwerk.
Aan de onderzijde van het kapiteel vormt de astragaal de verbinding met de zuilschacht.

## Onderscheid naar vorm
Kapitelen kunnen naar vorm worden onderverdeeld in:
- Tektonisch kapiteel: kapiteel met een abstracte geometrische vorm.
- Bladkapiteel of bladwerkkapiteel: kapiteel met gestileerde bladeren.
- Iconisch kapiteel: kapiteel waarop dieren en/of mensen zijn afgebeeld.

Vormen van het tektonisch kapiteel zijn: het teerlingkapiteel, het trapeziumkapiteel en het korfkapiteel. Vormen van het bladkapiteel of gestileerd bladwerkkapiteel zijn: het knopkapiteel, bladkelkkapiteel, Maaskapiteel, koolbladkapiteel en waterbladkapiteel. Iconische kapitelen worden soms onderverdeeld in zoölogische en antropomorfische kapitelen. Onder die laatste categorie vallen kapitelen met Bijbelse of historische afbeeldingen of met taferelen uit het dagelijks leven.

## Gebruik van kapitelen
In de klassieke architectuur vertelt het beeldhouwwerk dat het kapiteel siert, uit welke orde van de klassieke bouwkunst het bouwwerk afkomstig is: de Toscaanse, Dorische, Ionische, Korinthische of composiet. In de Griekse en Romeinse bouwkunst dienden alle verhoudingen en de vormen te voldoen aan de strenge regels van de bouworden.
In Mesopotamië maakt men gebruik van het zogenaamde vorkkapiteel. Hierbij wordt de balk omsloten door de kolom, zodat de constructie beter bestand is tegen horizontale krachten, zoals aardbevingen.
In de Middeleeuwen werden de bouworden vaak niet meer streng toegepast, zoals in de klassieke bouwkunst gebruikelijk was, en ontstonden er een verscheidenheid aan typen kapitelen. Zo ontstonden er in de romaanse architectuur een verscheidenheid aan romaanse kapitelen, waaronder vormen van het tektonisch kapiteel, bladwerkkapiteel en iconische kapiteel.
In sommige kerken werden de kapitelen benut als biblia pauperum ("armenbijbels"). In de kapitelen werden afbeeldingen uitgehakt die Bijbelse verhalen, scènes uit heiligenlevens of andere verhalen uitbeelden. Een voorbeeld hiervan is te vinden in de Basiliek van Vézelay, waar in bijna elk kapiteel in het schip een stichtelijke afbeelding is uitgehakt. De kooromgangskapitelen van de Onze-Lieve-Vrouwebasiliek in Maastricht daarentegen, evenals de westwerkkapitelen van de Sint-Servaasbasiliek in dezelfde stad, bevinden zich in delen van de kerk die niet toegankelijk waren voor het gewone kerkvolk en zijn qua thematiek dan ook veel moeilijker te duiden.